# Bisco Hatori
Bisco Hatori (葉 鳥 ビスコ  Hatori Bisuko; Saitama, 30 agosto 1975) è una fumettista giapponese, attualmente residente a Saitama.
Bisco Hatori, non è il suo nome, ma uno pseudonimo da lei utilizzato nella sua carriera da mangaka. Il suo debutto è stato nella rivista LaLa DX con la sua prima serie Isshunkan no romance, ma la commedia Ouran High School Host Club, è il suo capolavoro. È stato inserito nella top 50 delle vendite manga in Giappone sia nel 2008 che nel 2009.Ha,inoltre, lavorato per riviste come LaLa.
I lavori di Hatori sono stati fortemente influenzati da manga classici come Please Save My Earth, una serie shojo di fantascienza, e il manga di pallacanestro Slam Dunk.

## Opere
- Isshunkan no romance
- Sangue sulla neve (Sennen No Yuki)
- Ouran High School Host Club

## Premi
Hatori ha vinto il premio per il miglior debutto durante la 26ª edizione del Hakusensha Newcomers' Awards per il suo lavoro  Sennen No Yuki ; premio vinto contemporaneamente da Kiyo Fujiwara con il manga Boku wa Ne.